# Pietra di Tízoc

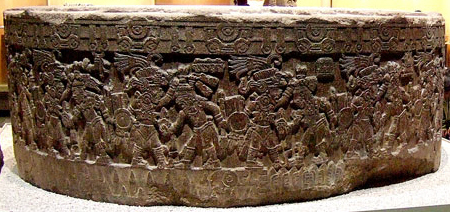
Pietra di Tízoc

La pietra di Tízoc o pietra sacrificale è una grande pietra circolare scolpita azteca, scoperta il 17 dicembre 1791. Si pensa che fosse un cuauhxicalli, ovvero il posto in cui venivano posati i cuori delle vittime dei sacrifici umani.

## Descrizione
Sui lati si trovano raffigurazioni di Tezcatlipoca, uno dei principali dei aztechi, che tiene per i capelli gli dèi degli altri popoli. I glifi aztechi forniscono il nome del posto già conquistato o che andava conquistato per ordine divino. Una delle figure è stata riconosciuta come Tízoc, imperatore azteco dal 1481 al 1486, vestito con gli abiti del dio Huitzilopochtli. Per questo motivo la pietra è stata associata a Tizoc.
Attualmente (2009) la pietra si trova esposta presso il Museo nazionale di antropologia di Città del Messico.